# Naomi Parker Fraley
Naomi Fern Parker Fraley (26 tháng 8 năm 1921 - 20 tháng 1 năm 2018) là một công nhân và bồi bàn người Mỹ, hiện được coi là hình mẫu khả dĩ nhất cho áp phích "We Can Do It!". Trong Thế chiến thứ hai, khi đang làm việc tại Trạm Hàng không Hải quân Alameda, bức ảnh chụp cảnh bà đang vận hành một cỗ máy đã được sử dụng rộng rãi và được coi là nguồn cảm hứng cho áp phích. Nhân vật trong ảnh ban đầu được cho là Geraldine Hoff Doyle, nhưng nghiên cứu của một giáo sư tại Đại học Seton Hall sau đó đã chứng minh Parker mới là người trong bức ảnh.
Sau chiến tranh, bà làm bồi bàn ở Palm Springs, California và kết hôn ba lần. Bà đã qua đời ở tuổi 96 vào năm 2018, để lại một người con trai và 6 đứa con riêng của chồng.

## Đầu đời

Ảnh chụp Naomi Parker vào năm 1942.

Naomi Fern Parker sinh năm 1921 ở Tulsa, Oklahoma, là con thứ ba trong số tám người con của Joseph Parker và Esther Leis. Cha của bà là một kỹ sư khai thác mỏ trong khi mẹ làm nội trợ. Gia đình Parker đã di chuyển khắp đất nước từ New York đến California và sống ở Alameda vào thời điểm xảy ra cuộc tấn công Trân Châu Cảng. Bà cùng em gái Ada đã đến làm việc tại Trạm Không quân Hải quân, được giao nhiệm vụ lắp ráp máy bay cho xưởng máy.

## We Can Do It!

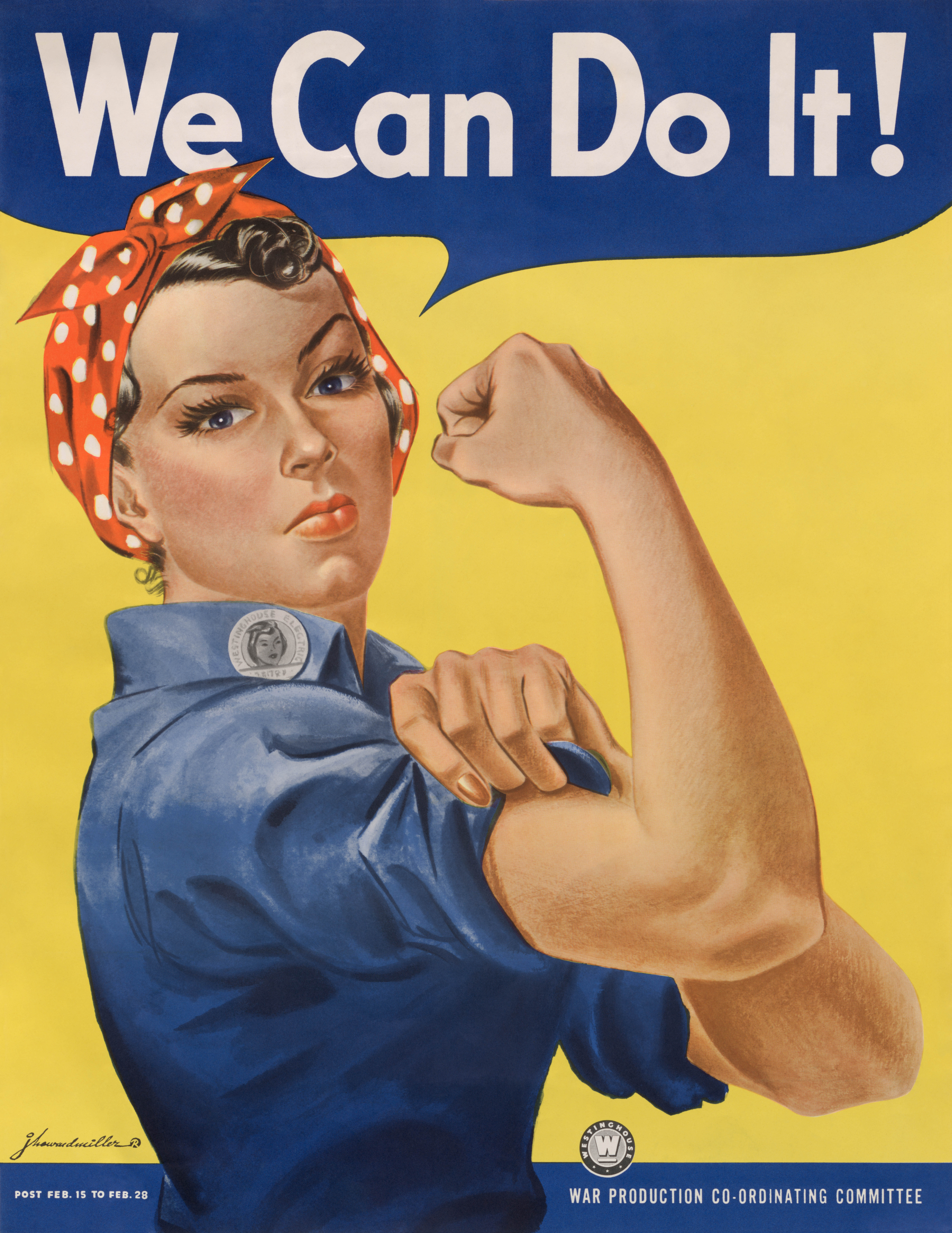
Áp phích "We Can Do It!" được lưu hành nội bộ trong các nhà máy vào năm 1943.

Năm 1942, một bức ảnh đã được chụp tại nhà máy ở Pratt & Whitney và sau đó xuất hiện trên trang báo địa phương vào ngày 5 tháng 7 cùng năm, bao gồm cả Pittsburgh Press. Một năm sau đó, áp phích với khẩu ngữ "We Can Do It!" của J. Howard Miller đã được lưu hành nội bộ các nhà máy ở Westinghouse trong một chiến dịch nhằm nâng cao tinh thần công nhân. Miller có thể đã nhìn thấy bức ảnh trên, và bức ảnh cũng được cho là nguồn gốc của áp phích.
Vào năm 2011, Parker Fraley đã tham dự một cuộc gặp mặt được tổ chức tại Công viên Lịch sử Quốc gia Rosie the Riveter/Hậu phương Thế chiến II và phát hiện ra bức ảnh năm 1942 chụp ảnh bà khi đó đang vận hành một cỗ máy, đồng thời rất ngạc nhiên khi thấy chú thích bên dưới ảnh nói rằng người trong ảnh là Geraldine Hoff Doyle và viết thư cho công viên để báo lỗi. Ban quản lý công viên sau đó đã cảm ơn Parker vì cho họ biết tên chính xác của người trong bức ảnh. Doyle ngây thơ nghĩ rằng bức ảnh này là của mình và suy ra tấm áp phích cũng vậy. Sai sót trong việc xác định danh tính sau đó đã trở nên có cơ sở khi nhiều ấn phẩm lặp lại thông tin này – một ví dụ về hiệu ứng Woozle.

### Điều tra của Kimble
Giáo sư James J. Kimble của Đại học Seton Hall dành nhiều sự chú ý đến tấm áp phích mà giờ đây đã trở thành biểu tượng của phong trào nữ quyền. Ông sau đó lần tìm bức ảnh chụp và thấy rằng ảnh ghi người được chụp là "Naomi Parker" vào năm 1942. Doyle lúc đó vẫn còn đi học và chỉ làm việc ở nhà máy được vài tuần. Kimble đã tìm thấy Naomi vào năm 2015 và đưa cho bà xem bức ảnh. Kimble chắc chắn rằng Naomi là người phụ nữ trong bức ảnh và coi bà là ứng cử viên nặng ký nhất cho nguồn cảm hứng của áp phích, nhưng cũng lưu ý rằng Miller không để lại bất kỳ thông tin nào có thể xác định được hình mẫu của tấm áp phích.
Vào tháng 2 năm 2015, Kimble thực hiện một buổi phỏng vấn hai chị em nhà Parker, lần lượt là Naomi Fern Fraley và Ada Wyn Morford, phát hiện ra rằng họ đã biết chuyện này từ 5 năm trước và liên tục bị khước từ trong nỗ lực để sửa lại thông tin lịch sử.

## Cuộc sống sau đó
Sau chiến tranh, Parker làm bồi bàn tại The Doll House, một nhà hàng ở Palm Springs, California. Bà đã kết hôn ba lần, lần đầu tiên với Joseph Blankenship (đã ly hôn), lần thứ hai với John Muhlig (mất năm 1971) và lần thứ ba với Charles Fraley (mất năm 1998, kết hôn từ năm 1979). Vào tháng 2 năm 2017, bà chuyển đến sống tại Longview, Washington trước khi vào một viện dưỡng lão vào cuối năm đó.

## Qua đời
Vào ngày 20 tháng 1 năm 2018, Parker đã qua đời tại Longview, Washington, hưởng thọ 96 tuổi. Tháng sau, bà được tổ chức tưởng niệm  trong chương trình cáo phó Last Word của đài BBC Radio 4.